# Heinz Mack
Heinz Mack (ur. 8 marca 1931 w Lollar, w Hesji) –
niemiecki artysta zajmujący się malarstwem, rzeźbą, fotografią i rysunkiem. W 1953 roku ukończył studia malarskie na Akademii Sztuki w Düsseldorfie. W 1956 ukończył filozofię na uniwersytecie w Kolonii. W 1957, wraz z Otto Piene, założył grupę artystyczną ZERO.
W Polsce Stela Heinza Macka została odsłonięta 23 listopada 2006 przy Alejach Marcinkowskiego w Poznaniu. Rzeźba została zakupiona przez Wielkopolskie Towarzystwo Zachęty Sztuk Pięknych w ramach projektu Poznań Miasto Sztuki.